# Національний університет охорони здоров'я України імені Платона Шупика

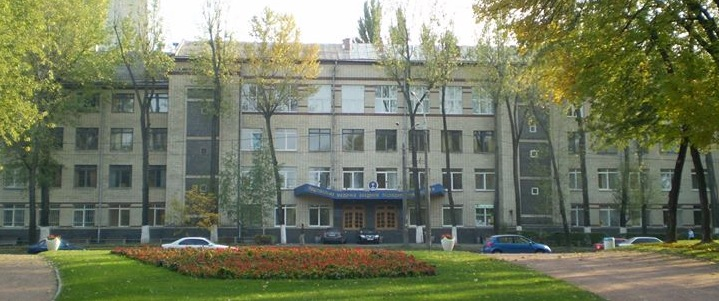
Національний університет охорони здоров'я України імені П. Л. Шупика

Національний університет охорони здоров'я України імені П. Л. Шупика — провідний заклад вищої та післядипломної освіти, сучасний науковий центр, що здійснює підготовку наукових та науково-педагогічних кадрів та підвищення кваліфікації лікарів і провізорів для сфери охорони здоров'я, заснований 1918 року в м. Києві. До його складу входять 4 факультети, Інститут післядипломної освіти та 70 кафедр.
Фахівці Університету беруть участь у розробці політики у сфері охорони здоров'я, стандартів медичної освіти, клінічних протоколів тощо. Університет відзначений численними нагородами за лідерство у сфері медичної освіти. Викладачі університету часто потрапляють у скандали через фальшування робіт, наукову недоброчесність і плагіат

## Історія
|                                         |  |  |
| Ювілейна монета НБУ присвячена академії |  |  |

НУОЗ України імені П. Л. Шупика — найстаріший в Україні вищий навчальний заклад післядипломної підготовки лікарів. Заснований в 1918 році, як Клінічний Інститут Київської спілки лікарів, потім: Київський інститут удосконалення лікарів, Київський державний інститут удосконалення лікарів, Київська медична академія післядипломної освіти (Постанова КМ України від 13.05.1996 р. № 498), Київська медична академія післядипломної освіти імені П. Л. Шупика (Постанова КМ України від 20.04.1998 р. № 513). У 2006 р. згідно з Указом Президента України академія набула статусу національного закладу. У 2021 році відповідно до наказу МОЗ України від 10.02.2021 № 225 академія змінила тип та була перейменована на Національний університет охорони здоров'я України імені П. Л. Шупика. Університет має свій гімн на слова Володимира Мельникова музику Олександра Бурміцького.
1918 р. — створений Клінічний інститут Київської спілки лікарів. Відкрита показова клінічна амбулаторія.
1953 р. — приєднання Київського інституту удосконалення провізорів.
З 1965 р. до 1991 р. Інститут підпорядкований Міністерству охорони здоров'я СРСР.
1991 р. — повернення підпорядкування до системи МОЗ суверенної України. Інститут перетворився на навчально-методичний центр МОЗ України в галузі післядипломної освіти лікарів.
1992 р. — запроваджені нові форми післядипломного навчання лікарів та провізорів: передатестаційні цикли, очно-заочне навчання лікарів-інтернів, цикли підготовки керівників та викладачів інститутів і факультетів удосконалення лікарів медичних вузів. Розроблені власні національні навчальні програми, впроваджені в навчальний процес атестаційні комп'ютерні системи.
1996 р. — створена Медична академія післядипломної освіти IV рівня акредитації, згідно з постановою Кабінету Міністрів України.
1998 р. — присвоєно ім'я Платона Лукича Шупика, згідно з Постановою Кабінету Міністрів України.
2006 р. — надання статусу Національної, згідно з Указом Президента України.
2018 р. — 100-річний ювілей Академії.
2020 р. здійснює освітню діяльності у сфері вищої освіти на другому (магістерському) рівні.
2021 рік — відповідно до наказу МОЗ України від 10.02.2021 № 225 академію перейменовано на Національний університет охорони здоров'я України імені П. Л. Шупика.

## Структура
До Університету входить 1 інститут, 4 факультети, 70 кафедр, 5 гуртожитків, штаб цивільного захисту, бібліотека, віварій, музей.
Інститути:
- Інститут післядипломної освіти

Факультети:
- медичний,
- стоматологічний,
- педіатричний,
- медико-профілактичний та фармацевтичний.

## Ректори
- професор Левитський М. А. (1918—1922 рр.);
- професор Бернштейн О. Б. (1922—1938 рр.),
- професор Черняк О. А. (1938—1941),
- професор Охріменко Я. А. (1943—1944 рр.);
- професор Комісаренко В. П. (1944 р.);
- професор Кальченко І. І. (1944—1957 рр.);
- доцент Братусь В. Д., (1957—1959 рр.),
- професор Умовіст М. Н. (1959—1984 рр.),
- професор Гирін В. М. (1984—2002 рр.)
- академік НАМН України професор Вороненко Ю. В. (2002—2022 рр.)
- в. о. ректора член-кореспондент НАМН України професор Толстанов О. К. (2022 р.)
- академік НАМН України професор Камінський В. В. (2023 р.)

## Видатні особи
Сьогодні[коли?] в Університеті працюють: 8 академіків НАМН України, 3 академіки АН Вищої школи України, 1 член-кореспондент НАН та 15 членів-кореспондентів НАМН України, 30 заслужених діячів науки і техніки України, 35 лауреатів Державної премії України в галузі науки і техніки, 80 заслужених лікарів України, 3 заслужених працівників освіти України, 3 заслужених раціоналізаторів і винахідників України, 9 заслужених працівників охорони здоров'я України, 2 заслужених працівників фармації України.
В Університеті працювали видатні вчені — академіки, члени-кореспонденти академій наук, професори: М. М. Амосов, В. Т. Антоненко, О. І. Арутюнов, М. А. Базарнова, Ф. Р. Богданов, В. Д. Братусь, В. Х. Василенко, І. В. Вихованюк, Д. М. Калюжний, Г. В. Книшов, В. І. Козявкін, М. С. Коломійченко, В. П. Комісаренко, В. М. Левенець, Б. М. Маньківський, О. М. Марзеєв, Є. Л. Мачерет, Л. І. Медвідь, Л. А. Пиріг, С. А. Ромоданов, М. М. Сергієнко, В. М. Славнов, М. Д. Стражеско, Л. В. Тимошенко, Д. Ф. Чеботарьов, О. О. Шалімов, М. Г. Шандала та інші.
Засновниками в різні роки нових в Україні шкіл стали вчені Університету: М. М. Амосов, Т. І. Бужієвська, Ю. П. Вдовиченко, Ю. В. Вороненко, І. М. Ганджа, І. І. Дегтярьова, О. А. Євдощенко, Є. В. Коханевич, Є. Л. Мачерет, О. П. Мінцер, М. Є. Поліщук, Радзіховський А. П., М. М. Сергієнко, Л. В. Тимошенко, А. І. Тріщинський,В. В. Трохимчук, О. О. Шалімов.
Нині в Університеті працюють відомі в нашій державі та за її межами: академіки, члени-кореспонденти НАН та НАМН України: Ю. В. Вороненко, Ю. І. Фещенко, М. Є. Поліщук, О. К. Толстанов, Ю. П. Вдовиченко, С. О. Возіанов, В. В. Камінський, В. В. Коваленко, М. Д. Тронько, В. В. Лазоришинець, О. Ю. Усенко, Н. Г. Горовенко, Г. В. Бекетова, Б. М. Маньковський, Н. М. Руденко, Б. М. Тодуров, Н. В. Харченко, Є. Є. Шунько та багато інших.

## Нагороди та репутація
Університет є співорганізатором в Міжнародному медичному форумі «Менеджмент в охороні здоров'я» та Міжнародному медичному форумі «Інновації в медицині-здоров'я нації» за що неодноразово отримував дипломи: за впровадження інновацій в сферу охорони здоров'я та за лідерство та інтеграцію міжнародного досвіду в систему сучасної медичної освіти та науки, а також золоті медалі за визначний внесок в організацію Міжнародного медичного конгресу «Впровадження сучасних досягнень медичної науки у практику охорони здоров'я України».

В 2014 році НУОЗ України імені П. Л. Шупика отримав сертифікат за якість наукових публікацій та в 2017 році — диплом ГРАН-ПРІ «Лідер наукової та науково-технічної діяльності» на Міжнародній виставці «Сучасні заклади освіти» в якій вже понад 10 років бере активну участь.
Університет має негативну репутацію через величезну кількість захищених плагіатних дисертацій .

## Наукова діяльність
У НУОЗ України імені П. Л. Шупика працюють 12 спеціалізованих вчених рад із 18 спеціальностей (медичних, біологічних та фармацевтичних):
- Д 26.613.01 — нервові хвороби.
- Д 26.613.02 — акушерство та гінекологія — анестезіологія та інтенсивна терапія.
- Д 26.613.03 — шкірні та венеричні хвороби — судова медицина — клінічна лабораторна діагностика.
- Д 26.613.04 — технологія ліків, організація фармацевтичної справи та судова фармація.
- Д 26.613.05 — офтальмологія.
- Д 26.613.06 — внутрішні хвороби — загальна практика — сімейна медицина.
- Д 26.613.07 — соціальна медицина.
- Д 26.613.08 — хірургія.
- Д 26.613.09 — стоматологія.
- Д 26.613.10 — кардіологія — медична реабілітація, фізіотерапія та курортологія — медична та біологічна інформатика і кібернетика.
- Д 26.613.11 — променева діагностика та променева терапія.

Результати наукових досягнень Університету щорічно публікують у навчальних підручниках, посібниках, монографіях, довідниках, збірниках, матеріалах наукових форумів.
Результатами науково-дослідної роботи є отримані патенти на винахід та корисну модель, свідоцтва про реєстрацію авторського права на твір, розроблені нормативні документи, методичні рекомендації, інформаційни листи, наукові форуми, демонстрації на виставках.
Створене наукове товариство молодих учених, члени якого самостійно організовують та беруть участь у наукових конференціях, співпрацюють із молодіжними організаціями.
1972 р. створена Центральна науково-дослідна лабораторія, у якій впроваджена система управління якістю, проводять експериментальні біомедичні дослідження та моделювання біомедичних і фармацевничних систем, процесів.
Науково-дослідний центр НУОЗ України імені П. Л. Шупика проводить роботи з клінічних досліджень лікарських засобів та клінічного оцінювання медичних виробів.
У 1918 році був заснований медичний науковий журнал Лікарська справа, який публікується донині.

## Навчання
НУОЗ України імені П. Л. Шупика здійснює освітню діяльність у сфері:
- Вищої освіти на другому (магістерському), третьому (освітньо-науковому) та науковому рівнях вищої освіти;
- Післядипломної медичної освіти (інтернатура, спеціалізація лікарів і провізорів);
- Безперервного професійного розвитку (підвищення кваліфікації — цикли тематичного удосконалення, спеціалізації, стажування).

В університеті викладають 228 докторів наук та 327 кандидати наук, з яких 189 — професорів та 220 — доцентів, 7 старших наукових співробітників.
2006 р. за наказом ректора створено науковий навчально-методичний центр дистанційної освіти. Він пропонує прогресивні форми проведення як окремих лекцій, так і більшості циклів тематичного удосконалення. До його складу входить проблемна науково-дослідна лабораторія.
2013 р. — створення міжкафедрального навчально-тренінгового центру НУОЗ України імені П. Л. Шупика. У 2016 році був створений Центр симуляційних методів навчання  з метою впровадження симуляційних методів навчання  в освітній процес у відповідності з сучасними світовими практиками в постійно-діючій медичній освіті для забезпечення максимальної безпеки пацієнтів і лікарів при навчанні, відпрацюванні та виконанні інвазивних лікувально-діагностичних процедур.
У навчальний процес впроваджуються нові освітні технології на основі вивчення й адаптації передового міжнародного досвіду.
З 2015 р. НУОЗ України імені П. Л. Шупика запровадив трансдисциплінарний підхід у післядипломній підготовці лікарів і провізорів.

## Міжнародна діяльність
- 2001 р. — Університет став колективним членом Міжнародної кадрової академії ЮНЕСКО.
- 2008 р. — член Європейської академії природничих наук.
- 2011 р. — член Європейської асоціації медичної освіти АМЕЕ.
- 2017 р. — член Великої Хартії університетів / Magna Charta Universitatum.
- 2018 р. — член в ORPHEUS (the Organisation for PhD Education in Biomedicine and Health Sciences in the European System).

Сьогодні НУОЗ України імені П. Л. Шупика є членом 40 міжнародних організацій, зокрема: Всесвітньої асоціації сімейних лікарів (WONCA), Міжнародної академії освіти і науки (IASHE), Міжнародної Академії інформатизації (IIA).
Академія включена до реєстрів США: SIC, D-U-N-S, EIN, NATO CAGE, CCR.

### Партнери
Партнери НУОЗ України імені П. Л. Шупика:
- Каролінський Інститут (Королівство Швеція);
- Університет Колорадо (США);
- Ягеллонський університет (Польща);
- Королівський коледж лікарів загальної практики (Велика Британія);
- Університет Барі (Італія);
- Словацький медичний університет;
- Маастрихтський університет (Нідерланди);
- Університет штату Іллінойс у Чикаго;
- Університет Альберти (Канада);
- Інститут імунологічних досліджень Нової Англії (США);
- Королівський коледж патологів (Велика Британія);
- Інститут технологій Деггендорфа (Федеративна Республіка Німеччина);
- Варшавський медичний університет (Республіка Польща);
- Реабілітаційна лікарня Абромішкес та Центр реабілітації, фізичної і спортивної медицини Лікарні Сантаріску Вільнюського університету (Литовська Республіка);
- Ризька східна університетська лікарня як клінічна база Ризького університету імені Страдіня (Латвійська Республіка).

Щороку до Університету приїжджають іноземні делегації. Своєю чергою, її співробітники відвідують міжнародні наукові конференції в європейських країнах та країнах СНД.
Щомісяця в Університеті організовують науково-практичні конференції за участю науковців, практичних лікарів, викладачів із Болгарії, Румунії, Угорщини, Іспанії, Данії, Норвегії. Успішно реалізовують спільні міжнародні науково-дослідні проекти.
Започатковано спільний проект[який?] із Британським медичним журналом (BMJ).

### Навчання іноземних громадян
Щороку в НУОЗ України імені П. Л. Шупика навчаються близько 300 іноземних громадян із 37-ми країн світу: Туреччини, Ірану, Іраку, Ізраїлю, Йорданії, Монголії, В'єтнаму, Лівану, Грузії, Азербайджану, Туркменістану, Лівії, Пакистану, Камеруну.
В Університеті активно розпочали процес впровадження англомовної форми навчання.
Провідні вчені[які?] Німеччини, Греції, Швейцарії, Австрії, Великої Британії мають статус заслужених професорів і докторів Honoris causa Університету.